# La Trinité-sur-Mer

La Trinité-sur-Mer este o comună în departamentul Morbihan, Franța. În 1 ianuarie 2022 avea o populație de 1.837 de locuitori.

## Personalități născute aici
- Jean-Marie Le Pen (1928 - 2025), politician.